# 柿原政一郎

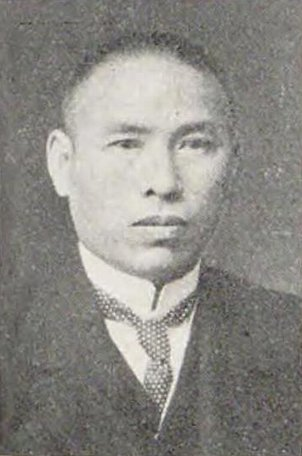
柿原政一郎

柿原 政一郎（かきはら せいいちろう、1883年（明治16年）5月25日 - 1962年（昭和37年）1月14日）は、日本の衆議院議員（立憲政友会→政友本党）。宮崎市長。高鍋町長。

## 経歴
宮崎県児湯郡高鍋村（現在の高鍋町）出身。1904年（明治37年）に第六高等学校を卒業した後、東京帝国大学文科大学哲学科で学んだ。1907年（明治40年）に倉敷紡績に入社し、大原孫三郎の秘書となる。高鍋製糸株式会社社長、中国民報社理事、大原社会問題研究所評議員・出版部主任などを務めた。
1920年（大正9年）、第14回衆議院議員総選挙に出馬し、当選を果たした。
その後は中国民報社社長や広島臨港土地株式会社取締役などを務めたが、1935年（昭和10年）には宮崎市長に選出された。その後も、高鍋町長、宮崎県会議員、同議長に選ばれた。
また九州茶業株式会社社長となり、宮崎県茶業組合長も務めた。
戦後は高鍋町立図書館館長に就任した。

## 著書
- 『石井十次』（1953年、日向文庫刊行会）